# Weld River
Weld River är ett vattendrag i Australien. Det ligger i delstaten Western Australia, omkring 320 kilometer söder om delstatshuvudstaden Perth.
I omgivningarna runt Weld River växer i huvudsak städsegrön lövskog. Trakten runt Weld River är nära nog obefolkad, med mindre än två invånare per kvadratkilometer. Genomsnittlig årsnederbörd är 1 113 millimeter. Den regnigaste månaden är maj, med i genomsnitt 188 mm nederbörd, och den torraste är februari, med 15 mm nederbörd.